# ديلان وانغ
ديلان وانغ((بالصينية: 王鹤棣؛ البينيين: Wáng Hè Dì)؛ ولد في 20 ديسمبر 1998)، المعروف أيضًا باسم وانغ هيدي، هو ممثل ومغنٍ صيني. اشتهر بدوره الأول كـ داومينغ سي في مسلسل «حديقة النيزك» (2018)، وبأدائه المميز في دور دونغفانغ تشينغتسانغ في مسلسل «الحب بين الجنية والشيطان» (2022).

## السيرة الذاتية
وُلد ديلان وانغ في مدينة ليشان، مقاطعة سيتشوان. تخرج من كلية الطيران المدني المهنية في جنوب غرب سيتشوان. بدأ وانغ مسيرته الفنية في عام 2017 بعد فوزه في مسابقة المواهب «سوبر آيدول» على منصة Youku. حصل على شهرة عالمية بعد تأديته لدور البطولة في النسخة الجديدة من مسلسل «حديقة النيزك» (2018) الذي عُرض على نتفليكس.  
ظهر لاحقًا في العديد من المسلسلات المتنوعة، منها مسلسل الخيال التاريخي «Ever Night 2»، والمسلسل الرومانسي الحضري «بين العقل والعاطفة» (2021). شارك أيضًا في برامج تلفزيون الواقع مثل «Hello Saturday» و«Wonderland». في عام 2022، اكتسب شهرة واسعة من خلال دور زعيم الشياطين في مسلسل الخيال التاريخي «الحب بين الجنية والشيطان».  
استمر في تقديم أدوار مميزة في عام 2023، بما في ذلك المسلسل الرومانسي التاريخي «العشق الممنوع»، والمسلسل الكوميدي «لنتشجع اليوم»، والدراما الرومانسية الحضرية «فقط من أجل الحب».  
تشمل أعماله القادمة مسلسل الخيال التاريخي «Guardians of the Dafeng» ومسلسل الجريمة «Light to the Night». كما تم اختياره لأول دور بطولة سينمائي في فيلم الخيال العلمي «Per Aspera Ad Astra».

## وصلات خارجية
- ديلان وانغ على موقع IMDb (الإنجليزية)
- ديلان وانغ على موقع ميوزك برينز (الإنجليزية)
- ديلان وانغ على موقع أول موفي (الإنجليزية)
- ديلان وانغ على موقع قاعدة بيانات الفيلم (الإنجليزية)
- ديلان وانغ على موقع كينوبويسك (الروسية)